# Kamehameha II

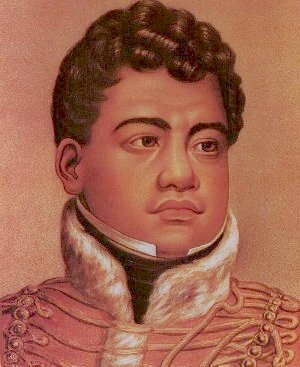
Porträtt av Kamehameha II

Kamehameha II, född 1797, död 1824, var den andra kungen av kungariket Hawaii mellan 1819 och 1824. Han föddes under namnet Liholiho i staden Hilo, och var Kamehameha I och Keopuolanis första son. Han blev utsedd till tronföljare vid fem års ålder. Gift med Kamamalu, Kaahumanu II och Kaahumanu III.
Liholiho tog över tronen vid sin fars död i maj 1819, men tvingades ta en ceremoniell roll, då den administrativa makten placerades hos Kaahumanu, hans fars favoritfru, som gavs titeln kuhina nui, som ungefärligen motsvarar premiärminister.
Kamehameha II är mest känd för att ha brutit det uråldriga religiösa tabuet "kapu", sex månader efter att han börjat regera, och därför effektivt även avskaffat det. Det var också under hans regeringstid som de första kristna missionärerna anlände på Hawaiiöarna.
I november 1823 reste Kamehameha II och sin fru Kamamalu till London för att inleda förhandlingar som skulle leda till en allians mellan Hawaii och Storbritannien. Innan de träffat kung Georg IV dog dock både han och hans fru av mässling, en sjukdom som de saknade immunitet emot.
Kamehameha dog den 14 juli 1824, och efterträddes av sin yngre bror Kauikeaouli, som tillträdde tronen under namnet Kamehameha III.